# اللجنة الرئاسية العليا لمتابعة شؤون الكنائس في فلسطين
اللجنة الرئاسية العليا لمتابعة شؤون الكنائس في فلسطين هي لجنة خاصة لمتابعة شؤون الكنائس وأماكن العبادة المسيحية من الناحية القانونية والعقارية والمؤسساتية في أراضي دولة فلسطين. تأسست بموجب مرسوم رئاسي في 23 مايو 2012. تتبع اللجنة منظمة التحرير الفلسطينية، ويُعد الصندوق القومي الفلسطيني المرجعية المالية والإدارية. ويُعين أعضاؤها رئيس اللجنة التنفيذية لمنظمة التحرير الفلسطينية رئيس دولة فلسطين. يرأس اللجنة رمزي خوري منذ فبراير 2019.

## المهام
تختص اللجنة الرئاسية العليا لمتابعة شؤون الكنائس في فلسطين بمتابعة الشؤون الكنسية مع الكنائس المحلية بما فيها القضايا القانونية والعقارية والمؤسساتية، والتنسيق مع الجهات المحلية والإقليمية والدولية فيما يتعلق بالشؤون الكنسية، ومتابعة النشاطات والفعاليات الخاصة بحوار الأديان محليًا وإقليميًا ودوليًا، وإبراز الدور الوطني الإسلامي- المسيحي المشترك في الحياة السياسية والاجتماعية في فلسطين، وتسليط الضوء على الممارسات الإسرائيلية التي تستهدف المؤسسات والوجود الديني المسيحي أو الإسلامي وخاصة في مدينة القدس بالإضافة إلى معالجة ظاهرة هجرة المسيحيين من الوطن والحد منها.
كما أوكل مرسوم رقم (8) لسنة 2016 إلى اللجنة تشكيل اللجان الفرعية في مواضيع المالية والمشاريع، والأبحاث والدراسات، ومتابعة قضايا الأراضي والاعتداءات والمتابعة القانونية، والمتابعة مع الكنائس في الولايات المتحدة الأمريكية وأوروبا والمؤسسات والأندية والجمعيات.

## رؤساء وأعضاء اللجنة
| الرقم | التاريخ        | رئيس دولة فلسطين | رئيس اللجنة | أعضاء اللجنة | مرجع  |
| ----- | -------------- | ---------------- | ----------- | --- | ----- |
| 1     | 5 فبراير 2015  | محمود عباس       | حنا عميرة   | وزير الخارجية، وشُكري بشارة، وزياد البندك، ومجدي الخالدي، ورمزي خوري، وعدنان الحسيني، ورولا معايعة، وبرنارد سابيلا، وعيسى قسيسية، وخلود دعيبس، وفيرا بابون وموسى حديد. | [ 7 ] |
| 2     | 21 أغسطس 2016  | محمود عباس       | حنا عميرة   | رمزي خوري نائبًا للرئيس، وعضوية كل من رولا معايعة، عدنان الحسيني، مجدي الخالدي، وزير الخارجية أو من يمثله، وزير المالية أو من يمثله، زياد البندك، فيرا بابون، موسى حديد، عيسى قسيسية، خلود دعيبس، هاني الحايك، نبيل مشحور، حنا عيسى، برنارد سابيلا. | [ 6 ] |
| 3     | 14 فبراير 2019 | محمود عباس       | رمزي خوري   | ممثل عن الرئاسة الفلسطينية، رئيس لجنة ترميم كنيسة المهد، ممثل عن وزارة الخارجية والمغتربين الفلسطينية، ممثل عن وزارة السياحة الفلسطينية، محافظ محافظة القدس، رئيس مجلس بلدي رام الله، رئيس مجلس بلدي بيت لحم، رئيس مجلس بلدي بيت ساحور، رئيس مجلس بلدي بيت جالا، رئيس المجلس المركزي الأرثوذكسي، سفير دولة فلسطين لدى حاضرة الفاتيكان، ممثل جمعية اتحاد الكنائس في غزة.                            | [ 3 ] |
| 4     | 17 فبراير 2022 | محمود عباس       | رمزي خوري   | رئيس دائرة القدس بمنظمة التحرير الفلسطينية عدنان الحسيني، ونائب رئيس المجلس الوطني الفلسطيني موسى حديد، ومجدي الخالدي ممثلًا عن الرئاسة الفلسطينية، والسفير عمر عوض الله ممثلًا عن وزارة الخارجية الفلسطينية، وخلود دعيبس، وسفير دولة فلسطين لدى الفاتيكان عيسى قسيسية، ويوسف بركات، وفارسين جون أغابكيان، وسمير حزبون، ونقولا خميس، وجهاد خير، وماهر عياد، وأنطون يوسف الحلو ممثلًا للجنة في الشتات. | [ 8 ] |
| 5     | 29 ديسمبر 2022 | محمود عباس       | رمزي خوري   | عدنان الحسيني، وعدنان غيث، وموسى حديد، مجدي الخالدي، وعيسى قسيسية، ويوسف بركات، وعمر عوض الله، وعمار حجازي، وخلود دعيبس، وفارسين جون أغابكيان، وسمير حزبون، أنطوان يوسف الحلو، ماهر عياد، وأميرة حنانيا وجهاد خير. | [ 9 ] |

## مواقف
- في يوليو 2018 قالت اللجنة الرئاسية العليا لمتابعة شؤون الكنائس في فلسطين أن “قانون الدولة القومية لليهود في إسرائيل”: «هو قانون عنصري اقصائي، يقصي الديانتين المسيحية والإسلامية كما يقصي المسيحيين بكل كنائسهم الأرثوذكسية والكاثوليكية والبروتستانتية وجميع الكنائس الأخرى.»[10]

- في أغسطس 2020، أدانت اللجنة الرئاسية العليا لمتابعة شؤون الكنائس في فلسطين الاتفاق الإماراتي الإسرائيلي، معتبرةً إياه اعتداءً على الحقوق الفلسطينية وانتهاكًا لكافة القرارات العربية والإسلامية ومشاركة مباشرة في تنفيذ ما ورد في صفقة القرن.[11]

## وصلات خارجية
- الموقع الرسمي